# レディ・ジェーン・グレイの処刑
『レディ・ジェーン・グレイの処刑』（レディ ジェーン グレイのしょけい、仏: Le Supplice de Jane Grey, 英: The Execution of Lady Jane Grey）は、ポール・ドラローシュが1833年に描いた絵画。『ジェイン・グレイの処刑』とも。

## 作品
サテンの純白のドレスを身にまとった若い女性、ジェーン・グレイが布で目隠しをされ、傍らにいる中年の司祭に導かれて、鉄輪がはめられ床に固定された小さな台に手を伸ばしている。画面右側の男は死刑執行人であり、大きな斧を手にしている。ジェーンは、自らの首を置く斬首台を探しているのである。髪の毛は刃が滑らないようにまとめられ、首を出すため、襟は大きく広げられている。台の下には、血を吸うために藁が敷かれている。左側で、円柱にすがりつき、背中を見せて泣く侍女の傍では、もうひとりの侍女が失神しかけており、その膝には、直前までジェーンが身につけていたマントと宝石類が置かれている。
ジェーン・グレイは、1553年7月10日にイングランド史上初の女王となるも、わずか9日後にメアリー1世によって廃位させられ、その7か月後、16歳4か月の若さで処刑されたことで知られる。作品では宮殿の地下牢と思われる場所が描かれているが、史実によるとジェーンはロンドン塔の屋外にある、タワー・グリーンと呼ばれる広場で処刑された。

## 来歴
1833年に完成した本作は翌年、パリのサロンに出品されて大きな人気を獲得し、ドラローシュの出世作となった。ロシア人富豪が購入したことにより一時的に人々の記憶から消えるが、1870年にイギリス人が手に入れ、1902年にナショナル・ギャラリーに寄贈され、分館であったテート・ギャラリーで展示される。ロンドンに留学した小説家の夏目漱石が本作をナショナル・ギャラリーで鑑賞し、その印象に基づいた想像を短編小説『倫敦塔』に書きつづっている。1928年1月7日、テムズ川の氾濫によってギャラリーの地下が浸水し、他の作品とともに行方不明となるが、1973年、若い学芸員が保管庫から無傷で発見する。2017年に開催された「怖い絵」展で初来日する。